# (33964) 2000 NS10
2000 NS10 (asteroide 33964) é um asteroide da cintura principal. Possui uma excentricidade de 0.13680410 e uma inclinação de 6.85011º.
Este asteroide foi descoberto no dia 6 de julho de 2000 por LONEOS em Anderson Mesa.